# Luca (moško ime)
Luca je moško osebno ime.

## Izvor imena
Ime Luca je različica imena Luka.

## Pogostost imena
Po podatkih Statističnega urada Republike Slovenije je bilo na dan 31. decembra 2007 v Sloveniji število moških/ženskih oseb z imenom Luca: 54.

## Osebni praznik
V koledarju je ime Luca skupaj z imenom Luka; god praznuje 22. aprila ali pa 18. oktobra.